# 1095
El 1095 (MXCV) fou un any comú començat en dilluns del calendari julià.

## Esdeveniments
- El Papa Urbà II comença a predicar sobre les croades al Concili de Clarmont.

## Necrològiques
- Agnès, esposa de Pere I d'Aragó